# Laurențiu Diniță
Laurențiu Diniță (n. 29 martie 1975, București, România) este un fotbalist retras din activitate, în prezent antrenor secund la Sportul Snagov.